# Grön skatteväxling
Grön skatteväxling är en miljöpolitisk åtgärd som innebär att miljöfarliga produkter och tjänster beskattas hårdare än tidigare, medan skatter på arbete (så som löneskatter och arbetsgivaravgifter) sänks. Grön skatteväxling kan kategoriseras som ett ekonomiskt styrmedel som myndigheter kan använda sig av för att skifta skattetryck från arbete till naturresursförbrukning och miljöförstöring. Man önskar genom denna åtgärd få miljövinster, alltså att miljön mår bättre, samt öka effektiviteten i samhället genom ökad sysselsättning. 
I dagsläget kommer större delen av skatteintäkterna i Sverige från arbete (ca 35 procent av BNP). Regeringen Persson hade för avsikt att genomföra grön skatteväxling under perioden 2001 till 2010 om totalt 30 miljarder kronor. Vid regeringens avgång 2006 räknar man med att lyckats skatteväxla totalt 13,6 miljarder kronor. 